# Jacek Wroński
Jacek Wroński (ur. 13 czerwca 1960 w Warszawie) – polski dziennikarz telewizyjny, radiowy i prasowy, publicysta, menadżer, wykładowca akademicki. Członek Akademii Fonograficznej.
Absolwent Wydziału Dziennikarstwa i Nauk Politycznych Uniwersytetu Warszawskiego. Pracę w TVP rozpoczął od Teleexpressu. Od początku lat 80. XX w. publikuje m.in. na łamach miesięcznika „Scena”, „Magazyn Muzyczny”, „Tylko Rock”, „Teraz Rock”, „Fonosfera”, „Gala”. Autor i współpracownik programów telewizyjnych  m.in. Wroński Beat, Róbta co chceta, Kręcioła, Dziura w koszu, Non Stop Kolor, Eurotel, Animals, Seans Filmowy.
Autor filmów dokumentalnych z festiwali w Jarocinie, rajdu Paryż – Dakar, rejsów Darem Młodzieży, a także filmu „Ten dotyk jest dobry” o słynnym uzdrowicielu Clivie Harrisie. Autor i producent teledysków wyróżnionych m.in.podczas Yach Film Festival. Współpracował z Radiem BBC w Londynie i Studio 3 Polish Television  w Nowym Jorku. Prekursor charytatywnych koncertów Wielkiej Orkiestry Świątecznej Pomocy w Stanach Zjednoczonych. Uczestnik setek koncertów i festiwali w Europie i za oceanem. Inicjator i współorganizator wyprawy Jurka Owsiaka na amerykański Woodstock ’94. Pomysłodawca nazwy „Przystanek Woodstock”.
Autor licznych wywiadów z największymi gwiazdami muzyki, filmu i sportu. Wśród jego rozmówców, obok czołówki krajowej, znaleźli się między innymi: Roger Waters, David Gilmour, Nick Mason, Rick Wright, Jon Bon Jovi, Stevie Wonder, Ben Affleck, Matt Damon, Mike Tyson, Billy Gibbons, Dusty Hill, Iggy Pop, Marianne Faithfull, Keith Richards, Angus Young, Craig David, Sting, Joe Satriani, Steve Vai, Ville Valo, David Coverdale, Ian Gillan, Roger Glover, Roger Moore, Blondie, Damon Albarn, Dweezil Zappa, Gregg Allman, Lemmy, James Hetfield, Mike Patton, Ian Anderson, Brian May, David Byrne, B.B. King, Jon Lord, Steven Tyler. Reżyser teledysków, w tym do wersji polsko-angielskiej przeboju Urszuli „Rysa na szkle”.
Juror konkursów muzycznych i festiwali. Był dyrektorem promocji BMG Poland.